# مارفن إيستمان
مارفن إيستمان (بالإنجليزية: Marvin Eastman) هو فنان قتال مختلط أمريكي، ولد في 8 يونيو 1971 في ميرسيد في الولايات المتحدة.

## وصلات خارجية
- مارفن إيستمان على موقع بوكس ريك (الإنجليزية) (registration required)
- مارفن إيستمان على موقع شيردوغ (الإنجليزية)
- مارفن إيستمان على موقع IMDb (الإنجليزية)
- مارفن إيستمان على موقع قاعدة بيانات الفيلم (الإنجليزية)